# مولي لوفت

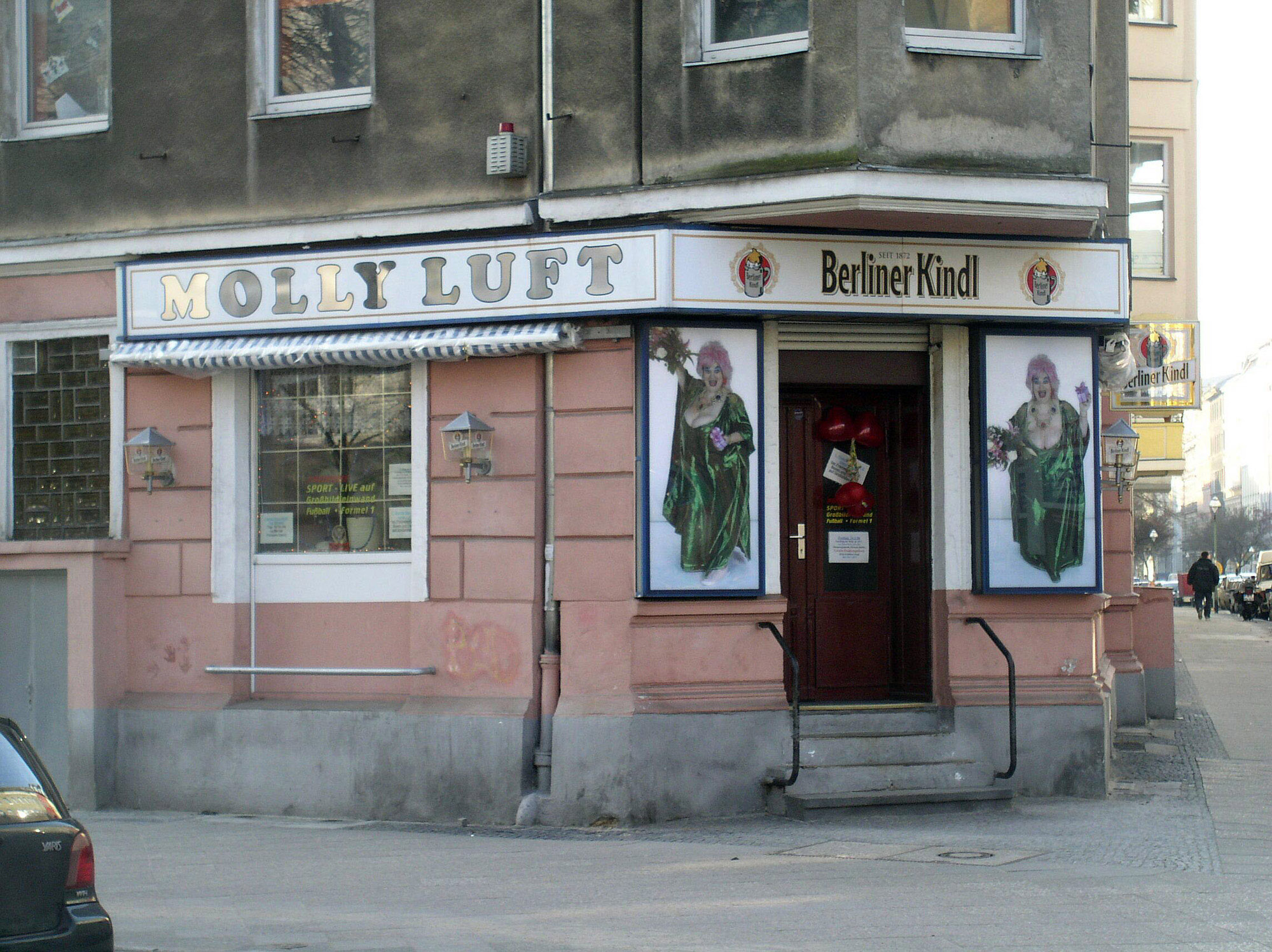
بار „مولي لوفت“,شارع بلوشنرشتراسه, كرويتس بيرغ-برلين

مولي لوفت (بالألمانية:  Molly Luft) (19آذار 1944 بوميرانيا - 24 تشرين الثاني 2010 برلين) كانت عاهرة ألمانية. اشتهرت بضخامة جسدها وبمكياجها الملفت للنظر. بهذا أصبحت في برلين رمز لـ trash-culture.

## حياتها
في عام 1967 تزوجت للمرة الأولى. في عام 1975 بدأت بالعمل كعاهرة. بعد سنة طلقت زوجها وتزوجت مرة ثانية من جندي اميركي في برلين. بعد عدة سنوات بدأ صيتها بالذياع واشتهرت باسم „أسمن عاهرة في ألمانيا“. [بحاجة لمصدر]
قامت هي وزوجها باغتصاب ابنتها القاصرة كريستينا التي انجبتها من زواجها الأول. تمت ادانتها مع وقف التنفيذ في عام 1983 لمدة ثلاث سنوات، وطلقت زوجها الثاني. اشتهرت في التسعينات وبعد ظهورها في عدة برامج تلفزيونية، وكان لها برنامجها الخاص على قناة برلين المفتوحة. في عام 1999 ظهرت في فيديو كليب „Michi Beck in Hell“ لـ Fantastischen Vier. كُتب عنها الكثير بالصحافة الصفراء وبذلك ذاع صيتها خارج برلين.
كرخانتها في شونة بيرغ-برلين كانت معروفة برخص أسعارها، في عام 2004 وبعد 90.000 زبون، انهت مهنتها كعاهرة وباعت كرخانتها ثم افتتحت باراً في كرويتس بيرغ-برلين. مرضت بالسرطان ونقص وزنها 50 كيلوغرام وبهذا أصبح وزنها 125 كيلوغرام. بعد موت زوجها الثالث عام 2009 افتتحت كرخانة مجدداً إلا أنها وبعد شهور قليلة اضطرت لتركها وانتقلت للعيش في دار للعجزة. [بحاجة لمصدر]

## وفاتها
في 24 تشرين الثاني 2010 توفيت مولي لوفت في دار العجزة بسبب مرضها. [بحاجة لمصدر]

## روابط خارجية
- مولي لوفت على موقع IMDb (الإنجليزية)
- مولي لوفت على موقع ألو سيني (الفرنسية)
- مولي لوفت على موقع قاعدة بيانات الفيلم (الإنجليزية)